# Municipio de Emmaboda
El municipio de Emmaboda (en sueco: Emmaboda kommun) es un municipio en la provincia de Kalmar, al sur de Suecia. Su sede se encuentra en la ciudad de Emmaboda. El municipio actual se formó en 1971, cuando la ciudad de mercado (köping) de Emmaboda (instituida en 1930) se fusionó con tres municipios rurales circundantes.

## Localidades
Hay 6 áreas urbanas (tätort) en el municipio:
| # | Tätort        | Población |
| - | ------------- | --------- |
| 1 | Emmaboda      | 4,968     |
| 2 | Vissefjärda   | 673       |
| 3 | Johansfors    | 458       |
| 4 | Långasjö      | 340       |
| 5 | Eriksmåla     | 238       |
| 6 | Boda glasbruk | 201       |

## Ciudades hermanas
Emmaboda está hermanado o tiene tratado de cooperación con:
- Jeppo, Finlandia
- Kvam, Noruega
- Jyderup, Dinamarca
- Lefkada, Grecia
- Pionersky, Rusia
- Bartoszyce, Polania